# Larry Sitsky
Lazăr „Larry” Sitsky AO  (n. 10 septembrie 1934, Tianjin, Republica Populară Chineză) este un compozitor, pianist și pedagog muzical australian. Moștenirea sa muzicală urmează să fie evaluată, dar el a avut până în prezent o contribuție semnificativă la muzica simfonică australiană.

## Viața personală
El este căsătorit cu Magda Sitsky, de origine cehă.

## Lucrări (selecție)

### Operă
- The Fall of the House of Usher, 1965, libret: Gwen Harwood. A avut premiera pe 19 august 1965 la Teatrul Regal din Hobart, dirijor Rex Hobcroft[8]
- Lenz, 1970, libret: Gwen Harwood. Înregistrat de  Australian Broadcasting Corporation (Adelaide) 1982, dirijor Christopher Lyndon-Gee; tenor Gerald English.
- Fiery Tales, 1975, după Chaucer și Boccaccio.
- Voices in Limbo, 1977, libret: Gwen Harwood.
- The Golem, 1980, libret: Gwen Harwood. A avut premiera la Opera Australiană sub bagheta dirijorului Christopher Lyndon-Gee, în 1993.[9] Înregistrarea pe CD în scop comercial a fost lansată în 2005 de către ABC Classics (Polygram), după un spectacol live din 1993.
- De Profundis, 1982, libret: Gwen Harwood.
- Three scenes from Aboriginal life: 1. Campfire scene, 2. Mathina, 3. Legend of the Brolga, 1988

### Balet
- Sinfonia for Ten Players ("The Dark Refuge") (1964)

### Muzică pentru orchestră
- Concert pentru orchestră (1984)
- Symphony in Four Movements (a avut premiera la Orchestra Simfonică din Canberra, dirijor Robert Bailey, 23 may 2001)[10]

### Muzică de concert
- Concert pentru pian (1991, rev, 1994)
- Concert pentru violoncel (1993)
- Concert pentru vioară și orchestră nr. 4 (1998)
- Zohar: Sephardic Concerto pentru mandolină și orchestră (1998)

### Muzică pentru un singur instrument
- Improvisation and Cadenza pentru violă (1964)

### Muzică vocală
- Muzică la opera Faust pentru pian și trei soprane, 1996
- Seven Zen Songs pentru voce și violă (2005)

### Neclasificate
- Ten Sepphiroth of the Kabbala
- Mysterium Cosmographicum
- The Secret Gates of the House of Osiris